# Manihot acuminatissima
Manihot acuminatissima är en törelväxtart som beskrevs av Johannes Müller Argoviensis. Manihot acuminatissima ingår i släktet Manihot och familjen törelväxter. Inga underarter finns listade i Catalogue of Life.